# Matthew Davies
Matthew Thomas Davies (sinh ngày 7 tháng 2 năm 1995) là một cầu thủ bóng đá chuyên nghiệp người Úc - Malaysia hiện đang thi đấu ở vị trí hậu vệ phải cho câu lạc bộ Johor Darul Ta'zim và đội tuyển quốc gia Malaysia. Anh bắt đầu thi đấu chuyên nghiệp tại câu lạc bộ Perth Glory khi mới 18 tuổi. Sau hai mùa giải chơi bóng tại Perth Glory, Davies chuyển đến thi đấu tại câu lạc bộ Phang vào năm 2015 và được đeo băng đội trưởng câu lạc bộ khi mới 21 tuổi, anh trở thành đội trưởng trẻ nhất từng thi đấu cho Pahang FA.
Davies cũng đã có một số lần ra sân cho đội tuyển quốc gia Malaysia, anh ấy đã có trận ra mắt quốc tế đầu tiên dưới thời huấn luyện viên Ong Kim Swee trong trận đấu với Ả Rập Xê Út tại vòng loại World Cup vào tháng 9 năm 2015 khi 20 tuổi. Davies cũng từng thi đấu cho Malaysia tại SEA Games 2015 ở Singapore vào tháng 6 năm 2015.

## Đầu đời
Davies sinh ra và lớn lên ở Perth, Tây Úc, cha của anh là người Úc còn mẹ anh là người gốc Malaysia đến từ Sabah.

## Thống kê sự nghiệp

### Câu lạc bộ
Tính đến ngày 14 tháng 3 năm 2020
| Câu lạc bộ          | Mùa giải            | League                | League  | League    | Cup     | Cup       | League Cup | League Cup | Khác    | Khác      | Tổng    | Tổng      |
| Câu lạc bộ          | Mùa giải            | Giải                  | Số trận | Bàn thắng | Số trận | Bàn thắng | Số trận    | Bàn thắng  | Số trận | Bàn thắng | Số trận | Bàn thắng |
| ------------------- | ------------------- | --------------------- | ------- | --------- | ------- | --------- | ---------- | ---------- | ------- | --------- | ------- | --------- |
| Perth Glory         | 2013–14             | A-League              | 16      | 0         | 0       | 0         | 0          | 0          | –       | –         | 16      | 0         |
| Perth Glory         | 2014–15             | A-League              | 0       | 0         | 0       | 0         | 0          | 0          | –       | –         | 0       | 0         |
| Perth Glory         | Tổng                | Tổng                  | 16      | 0         | 0       | 0         | 0          | 0          | 0       | 0         | 16      | 0         |
| Pahang              | 2015                | Malaysia Super League | 9       | 0         | 1       | 0         | 0          | 0          | 2       | 0         | 12      | 0         |
| Pahang              | 2016                | Malaysia Super League | 20      | 1         | 2       | 0         | 6          | 0          | –       | –         | 28      | 1         |
| Pahang              | 2017                | Malaysia Super League | 18      | 1         | 7       | 0         | 7          | 1          | –       | –         | 32      | 2         |
| Pahang              | 2018                | Malaysia Super League | 18      | 0         | 6       | 0         | 8          | 1          | –       | –         | 32      | 1         |
| Pahang              | 2019                | Malaysia Super League | 21      | 1         | 6       | 1         | 8          | 0          | –       | –         | 35      | 2         |
| Pahang              | Tổng                | Tổng                  | 86      | 3         | 22      | 1         | 28         | 2          | 2       | 0         | 140     | 6         |
| Johor Darul Ta'zim  | 2020                | Malaysia Super League | 4       | 0         | 0       | 0         | 0          | 0          | 0       | 0         | 4       | 0         |
| Johor Darul Ta'zim  | Tổng                | Tổng                  | 4       | 0         | 0       | 0         | 0          | 0          | 0       | 0         | 4       | 0         |
| Tổng cộng sự nghiệp | Tổng cộng sự nghiệp | Tổng cộng sự nghiệp   | 106     | 3         | 22      | 1         | 28         | 2          | 2       | 0         | 160     | 6         |

Ghi chú

### Quốc tế
Tính đến ngày 22 tháng 1 năm 2024
| Đội tuyển quốc gia | Năm       | Số trận | Bàn thắng |
| ------------------ | --------- | ------- | --------- |
| Malaysia           | 2015      | 5       | 0         |
| Malaysia           | 2016      | 7       | 0         |
| Malaysia           | 2017      | 2       | 0         |
| Malaysia           | 2018      | 3       | 0         |
| Malaysia           | 2019      | 12      | 0         |
| Malaysia           | 2021      | 4       | 0         |
| Malaysia           | 2022      | 6       | 0         |
| Malaysia           | 2023      | 8       | 0         |
| Malaysia           | 2024      | 2       | 0         |
| Tổng cộng          | Tổng cộng | 49      | 0         |

## Sự nghiệp quốc tế

### U19 Australia
Davies được chọn vào đội trẻ U-19 Socceroos để đại diện cho Australia tham dự giải đấu COTIF diễn ra ở L'Alcúdia, Tây Ban Nha từ ngày 12 đến ngày 21 tháng 8 năm 2013.

### U23 Malaysia
Là một người Úc, anh đã chọn thi đấu cho đội tuyển Malaysia ở cấp quốc gia. Anh hoàn toàn đủ điều kiện để thi đấu cho đội tuyển Malaysia bởi vì mẹ anh sinh ra ở bang Sabah của Malaysia. Anh đã có trận ra mắt quốc tế cho đội tuyển U-23 Malaysia tại Đại hội thể thao Đông Nam Á 2015 khi chơi 4 trong 5 trận vòng bảng. Malaysia đứng thứ ba ở vòng bảng nhưng không thể vượt qua vòng loại bán kết.

### Malaysia
Davies là nhân tố quan trọng của đội tuyển quốc gia, anh luôn được triệu tập lên đội kể từ lúc nhập tịch. Anh ấy chỉ bị lỡ một lần lên tuyển do chấn thương. Anh ra sân lần đầu cho đội tuyển quốc gia Malaysia vào ngày 8 tháng 9 trong trận thua 1-2 ở Vòng loại World Cup trước Ả Rập Xê Út. Năm 2016, anh cùng đội tuyển Malaysia tham dự Giải vô địch bóng đá Đông Nam Á.

## Danh hiệu

### Câu lạc bộ
- Cúp FA Malaysia: 2018, vô địch
- Malaysia FA Cup: 2017, Á quân 2017
- Malaysia Super League: Á quân 2017, 2019

Johor Darul Ta'zim
- Piala Sumbangsih: 2020

### Cá nhân
Giải bóng đá FAM
- Cầu thủ trẻ xuất sắc nhất: 2015/16[9]
- Hậu vệ xuất sắc nhất năm: 2017

### Quốc tế
U-23 Malaysia
- Đại hội thể thao Đông Nam Á

 Huy chương Bạc: 2017